# Bonshaw
Bonshaw est une petite communauté canadienne rurale et agricole au centre de l'Île-du-Prince-Édouard, située sur la rive sud du comté de Queens longeant le détroit de Northumberland.
La communauté est située dans la vallée de la rivière West, entouré de petites collines, familièrement connu sous le nom de "Bonshaw Hills". La section d'eau douce de la rivière qui passe dans la communauté offre la meilleure pêche à la truite de l'île.
Le parc provincial Bonshaw est à la limite sud de la communauté. Il y a plusieurs pistes pittoresques et renommées pour les marcheurs et les cyclistes.